# Penjaringan Sari
Penjaringan Sari is een bestuurslaag in het regentschap Soerabaja van de provincie Oost-Java, Indonesië. Penjaringan Sari telt 18.800 inwoners (volkstelling 2010).